# Still Ummadelling
Still Ummadelling – album koncertowy krakowskiego zespołu Hipgnosis z 2007.
Płyta rozpoczyna się premierowym utworem studyjnym „Wherever the Angels Falls”. Resztę wypełnia zapis koncertu, który się odbył 23 czerwca 2006 w Radiu Kraków. Wykonano na nim utwory z płyty „Sky Is the Limit”, improwizację oraz cover Pink Floyd „Careful with That Axe, Eugene”. 
W podsumowaniu roku 2007 audycji Noc Muzycznych Pejzaży płyta znalazła się na 14. miejscu. 

## Lista utworów
1. „Wherever the Angels Falls” (muz. i słowa: GoDDarD) – 4:24
2. „First Music Moment – Gnosis II” (muz. i słowa: SsaweQ) – 5:15
3. „Second Music Moment – Improvisation” (muz.: zespół) – 4:44
4. „Tired – The Sand Storm Around” (muz.: SsaweQ, słowa: Łukasz Gorycki i GoDDarD) – 9:09
5. „Mantra” (muz.: SsaweQ, słowa: PiTu i GoDDarD) – 9:29
6. „If” (muz.: SsaweQ i Łukasz Gorycki, słowa: Rudyard Kipling) – 5:10
7. „W.T.A.F.” (muz.: GoDDarD) – 1:56
8. „Force Hit” (muz.: SsaweQ, słowa: KUL) – 7:21
9. „Ummadellic” (muz. i słowa: SsaweQ i PiTu) – 7:51
10. „Mantra – Sky Is the Limit” (muz. i słowa: SsaweQ i KUL) – 9:59
11. „Take Care of Your Axe, Eugene (C.W.T.A.E.)” (muz. Roger Waters, David Gilmour, Richard Wright, Nick Mason) – 7:14

Źródło.

## Muzycy
- SsaweQ – perkusja (Ddrum Clavia 4 SE, perc, EMU E5000 Ultra Sampler, Fatar SL-76 Studiologic keyboard, Fostex D-160 Multitrack), wokal
- KUL – wokal prowadzący
- GoDDarD – gitara elektryczna, syntaezator gitarowy, EBow
- PiTu – bas, wokal
- THuG – pianino, keyboard (Roland RD-700 & EMU E 6400 keybs)
- GooLary – gitara, Line 6 Spider 2 Studio set
- Pablo Hebda – gitara akustyczna
- Łukasz Gorycki

Źródło.